# Halcyon gularis
Halcyon gularis (лат.) — вид птиц семейства зимородковых. Подвидов не выделяют. Эндемик Филиппин, где он широко распространён. На большей части своего ареала является неперелётным видом. 

## Описание и таксономия
Halcyon gularis достигает длины 26,5—28 см и массы от 75 до 108 г. У взрослых особей голова, бока лица, мантия, грудь, брюхо и нижние кроющие перья крыльев каштанового цвета; темнее на голове и шее. Спина, верх хвоста и второстепенные маховые перья бирюзово-голубые, ярче на второстепенных перьях и спине. Верхние кроющие перья крыльев чёрные, первостепенные маховые перья чёрные с белой полосой средней длины и бирюзово-голубым основанием. Подбородок и горло белые; низ хвоста чёрный. Радужная оболочка коричневая. Клюв, окологлазное кольцо и ноги оранжево-красные. Имеет сходство с аистоклювым зимородком, но у того подхвостье не оранжевое, а шоколадно-коричневое. Вокализация представляет собой быструю, нисходящую серию из дюжины или около того резких нот, затухающих по громкости.
Ранее считался подвидом красноклювой альционы, но в 2014 году был выделен в отдельный вид.
От красноклювой альционы этот вид отличается меньшим количеством белого цвета в оперении, который ограничивается подбородком, в отличие от белозобых зимородков, у которых белое пятно охватывает грудь, большим белым пятном на крыльях, более чёрным на крыльях и более коротким хвостом.

## Экология и поведение
Питается насекомыми, рептилиями, амфибиями, рыбой, мелкими птицами и млекопитающими и даже иногда летучими мышами. Высматривает добычу с высоты 5-10 метров.
Период размножения приходится на апрель-май, когда он обычно гнездится в термитниках и откладывает от 2 до 4 яиц.

## Среда обитания и природоохранный статус
Имеет широкий спектр мест обитания, включая вырубки, пруды, реки, кустарники и опушки лесов. Обычно встречается на высоте менее 1000 метров над уровнем моря.
МСОП классифицировал этот вид как «Вызывающий наименьшие опасения». Вид распространён повсеместно, он хорошо приспособился к изменённым человеком местам обитания и даже извлёк из них пользу. Хотя Филиппины столкнулись с массовым обезлесением, приспособляемость этого вида позволила ему выжить и даже процветать лучше, чем большинству филиппинских птиц.